# Styphelia
Styphelia é um género botânico pertencente à família Ericaceae.
1. ↑  «Styphelia — World Flora Online». www.worldfloraonline.org. Consultado em 19 de agosto de 2020